# 46691 Ghezzi
46691 Ghezzi è un asteroide della fascia principale. Scoperto nel 1997, presenta un'orbita caratterizzata da un semiasse maggiore pari a 2,3320737 au e da un'eccentricità di 0,1517695, inclinata di 1,40078° rispetto all'eclittica.
L'asteroide è dedicato all'astronomo amatoriale italiano Pierangelo Ghezzi.